# فروشگاه اپیک گیمز
فروشگاه اپیک گیمز (به انگلیسی: Epic Games Store) یک سرویس توزیع دیجیتالی بازی‌های ویدیویی است که توسط اپیک گیمز اداره می‌شود. این فروشگاه در دسامبر ۲۰۱۸ برای مایکروسافت ویندوز و مک‌اواس راه اندازی شد. همچنین نسخه‌های اندروید و آی‌اواس در اوت ۲۰۲۴ راه‌اندازی شد که نسخه آی‌اواس فقط برای کاربران اروپایی در دسترس است.